# Carlos Concha Torres
Carlos Concha Torres (Esmeraldas, 11 de agosto de 1864-Esmeraldas, 12 de abril de 1919) fue un militar, odontólogo y político ecuatoriano, que se convirtió en un caudillo de la revolución liberal. Entregó su fortuna y dejó de lado su profesión para combatir junto a Eloy Alfaro. Más tarde, Concha encabezó una revuelta contra el gobierno de Leonidas Plaza, para vengar la muerte del Viejo Luchador. 
En 1897, durante el primer período presidencial de Eloy Alfaro, fue designado Gobernador de la provincia de Esmeraldas, cargo en el que actuó hasta 1900.

## Biografía

### Infancia y estudios
Nacido a orillas del río Teaone, en la hacienda San José propiedad de su madre, a solo dos horas de la población de Esmeraldas y muy cercana de la antigua y colonial capital de San Mateo. Fue hijo del Cónsul General de Nueva Granada, agricultor y comerciante, Uladislao Concha Piedrahíta y de Delfina Torres de la Carrera. Su madre era la viuda de Jorge Vargas y madre de Luis Vargas Torres.
Perteneció a una familia acomodada, lo que le permitió realizar sus primeros estudios en Guayaquil, para luego continuar con los estudios secundarios y finalmente empezar a realizar los primeros cursos de medicina en Estados Unidos. En 1877 falleció su padre en Guayaquil a causa de una afección hepática de posible origen amebiano, ordenando en su testamento que sus hijos pasaran a Europa. Por eso fue enviado a estudiar la secundaria con su hermano mayor Jorge. Posteriormente viajó a Europa y recorrió Francia e Inglaterra, lugares donde aprendió francés e inglés, hasta llegar a Alemania donde culminó sus estudios y obtuvo el título de Doctor en Odontología. Fue entonces cuando volvió al Ecuador.

### Retorno a Ecuador
Cuando regresó a Guayaquil en 1882 puso consultorio y ejerció la odontología por escasos meses, sin mucho interés, en la calle del Teatro n.º 146, pero terminó por vender el instrumental traído de Europa al colombiano Germán Lince Lalinde.
En 1883 volvió a Esmeraldas a atender las haciendas, comenzó una vida de trabajos , bromas y tempestuosos romances que fueron la comidilla de la población.
En 1887 fue fusilado en Cuenca su medio hermano Luis Vargas Torres y desde entonces se volvió agnóstico y dejó de ser católico practicante, como también el resto de su familia.
En 1889 viajó a Lima para las curaciones de su hermano Jorge quién falleció el 6 de enero de 1890. A fines de ese año regresó a Esmeraldas y con Emilio Espinosa fueron los corresponsales de mayor confianza de Alfaro en esa provincia. En agosto de 1891 editó con José Antonio Campaín el diario “El Porvenir” que dirigía su hermano Julio César Concha Campusano, luchando por el triunfo de las ideas liberales.

### La revolución liberal
Al inicio de 1895, al estallar el escándalo de la "Venta de la Bandera" encabezó los primeros movimientos revolucionarios esmeraldeños en contra del gobierno del Dr. Luis Cordero, quien el 15 de abril se vio obligado a renunciar y entregó el poder al Presidente del Congreso Dr. Vicente Lucio Salazar. Pero los liberales no estaban dispuestos a aceptar que el gobierno caiga en manos de los conservadores, por lo que continuaron la lucha armada. Entonces, fue en ese momento que, al mando de los revolucionarios, la noche del 23 de abril, atacó con doce compañeros el cuartel de  y tomó la ciudad, siendo designado Jefe Civil y Militar. Pero los gobiernistas contraatacaron al mando del Coronel Ricardo Cornejo Naranjo y se sucedieron cruentos combates los días 3, 16, 21 y 23 de mayo, retirándose finalmente Cornejo por la falta de apoyo popular.
Luego de que estalló en Guayaquil la Revolución Liberal del 5 de junio, fue llamado para incorporarse en Ambato al ejército revolucionario, que al mando de los generales Eloy Alfaro y Cornelio E. Vernaza había vencido a las fuerzas del gobierno en las batallas de Gatazo y Chimbo.
El 21 de junio desembarcó en Bahía de Caráquez y siguió hacia el interior con Medardo Alfaro y José Pazmiño, persiguiendo a 300 hombres del Comandante José Álvarez, que huían a la región interandina o sierra llevando consigo al Obispo de Portoviejo Pedro Schumacher.
El 22 de junio se dio el Combate de Chamizas y en los días sucesivos las fuerzas de Concha siguieron los pasos del batallón n.º 4 de línea, que se internó por las selvas de Santo Domingo de los Colorados y luego de pasar enormes trabajos pudo arribar finalmente a Quito. Ocupó Manabí con el batallón Esmeraldas que había formado. Enseguida siguió a Guayaquil, que ya estaba en poder de los liberales, subió por Guaranda y el 24 de agosto lanzó una Proclama anunciando a su gente que habían sido llamados al Cuartel General de los Liberales en Ambato donde les esperaba Alfaro. En septiembre arribaron a Quito y ayudó a organizar la administración pública.
En 1896 fue Jefe de una de las brigadas que intervinieron en la Campaña del Centro. En agosto entró triunfador de Cuenca y dio una soberana paliza al Mayor Estrella, que nueve años antes había intervenido en el fusilamiento de su hermano Luis Vargas Torres. Luego asistió como diputado por el Azuay a la Asamblea Nacional reunida en Guayaquil, contribuyó a redactar la Constitución que estableció el laicismo y formó, parte de las Comisiones de Guerra, Agricultura y Obras Públicas.

### Tras el triunfo liberal
El 8 de junio de 1897 fue reconocido por el ejecutivo con el grado de coronel graduado, el 20 de agosto pasó a ocupar la Gobernación de Esmeraldas, permaneciendo en dichas funciones hasta 1900, preocupado del adelanto y la educación del pueblo. Durante su mandato seccional se fundaron dos escuelas, una para varones y otra para niñas, inauguró el correo en Santo Domingo para una rápida comunicación con la capital, mejoró la Biblioteca Municipal. En lo personal ayudó a los Salesianos desterrados y le hizo más llevadero su confínio político en Esmeraldas al Dr. Ángel Polibio Chávez. Tras su renuncia viajó por cortos meses a Chile en plan de negocios.
En 1901 se separó de la línea oficialista para apoyar en las elecciones presidenciales la candidatura presidencial del General Manuel Antonio Franco, que ganó en Esmeraldas aunque perdió en el resto de país frente a Leonidas Plaza, quien tenía el apoyo de Alfaro. Por ello se distanció del Viejo Luchador.
Durante el gobierno del Gral. Leonidas Plaza prefirió mantenerse alejado de la política, pero en 1904 volvió a la lucha y representó a Esmeraldas como diputado en el Congreso Nacional, donde combatió los abusos del régimen y participó en las deliberaciones para dictar la Ley de Cultos. En las elecciones presidenciales de 1905 nuevamente apoyó al general Franco, que volvió a perder con fraude, esta vez frente a Lizardo García.
Al producirse la revolución del 1 de enero de 1906 en contra del gobierno de Lizardo García, encabezó nuevamente la toma de la ciudad de Esmeraldas y asumió el 19 de enero la jefatura civil y militar de la misma, deponiendo al Gobernador Leonidas Drouet Ávila. Seguidamente viajó a Manabí donde también se hizo cargo del gobierno de esa provincia, a la que pacificó a nombre del presidente Alfaro.
El 3 de mayo fue designado Cónsul General del Ecuador en París y estableció sus oficinas en el n.º 91 de la Avenida de Wagram, esmerándose en rodear de atenciones a todos los que iban en calidad de desterrados, aunque su carácter siempre jovial se había vuelto algo reservado y por ello sus enemigos sacaron la conseja que era morfinómano, lo cual no era verdad. En 1908 recibió la Gran Cruz de la Orden de San Estanislao, del Imperio Ruso.
Ese mismo año regresó al Ecuador y de inmediato se dedicó a los trabajos agrícolas en las haciendas familiares ubicadas a lo largo de los ríos Teanone, Esmeraldas y Viche, pero en 1910 tuvo que partió a la frontera durante la movilización armada contra el Perú. Con su hermano Pedro y dos unidades de voluntarios negros patrullaron las zonas de la Provincia de El Oro, desde Machala hasta el Pasaje. También se opuso al alquiler o venta de las Islas del Archipiélago de Colón.
Para las elecciones presidenciales de 1911 como siempre, estuvo en el ala radical del liberalismo ecuatoriano, apoyó a Flavio Alfaro que triunfó ampliamente en Esmeraldas por 841 votos contra 2 del oficialista Emilio Estrada y 4 de Alfredo Baquerizo Moreno. Al morir Estrada en 1911 y desatarse la guerra civil entre alfaristas y placistas, decidió tomar partido y el 21 de diciembre hizo pronunciar a Esmeraldas a favor de Eloy Alfaro y se trasladó con refuerzos a Guayaquil, mientras Flavio Alfaro organizaba las tropas.
El 8 de enero de 1912, Flavio le situó de Jefe de la Segunda División formada por nueve batallones que el día 11 combatieron casi siete horas en Huigra, hasta agotar el parque de municiones. Finalmente, tras apoderarse de varios prisioneros y hasta de una pieza de artillería, tuvieron que retirarse. También intervino en los sangrientos combates de Naranjito y Yaguachi.
El 13, Concha y los suyos se batieron nuevamente en Naranjito y como el gobierno del interior se valió de la pugna existentes entre Milagro y Yaguachi, el Coronel Enrique Valdez Concha se sumó a las tropas serranas, bajo la promesa de la cantonización de Milagro. En tales circunstancias se produjo la batalla de Yaguachi. Concha se parapetó varias horas en la torre de esa iglesia disparando sin cesar. La acción fue sangrienta y quedaron tendidos entre muertos y heridos 1.500 soldados. Flavio Alfaro fue herido y retirado del campo pero sus fuerzas se concentraron en Guayaquil, en tanto que las del interior pedían el fusilamiento de 76 oficiales del bando flavista, entre ellos los hermanos Carlos y Julio César Concha.
Luego de la firma del Tratado de Durán que puso fin a las hostilidades, y como consecuencia de la traición de los placistas, fue capturado y hecho prisionero en Guayaquil en el local del Colegio Nacional Vicente Rocafuerte, pero logró salvar su vida gracias a importantes gestiones realizadas por su cuñado el Dr. José Luis Tamayo y por el Dr. Julián Coronel.

### Tras muerte de Alfaro
Luego del asesinato de los héroes liberales permaneció durante largo tiempo escondido en la isla San Ignacio en el golfo de Guayaquil, hasta que fue capturado el 18 de agosto acusado de conspirar en contra del gobierno, pero al no poder sustentarse dicha acusación, fue puesto en libertad el 10 de septiembre. Un mes más tarde fue nuevamente capturado en Guayaquil, pero como no se le pudo comprobar ningún delito, el gobierno del Gral. Leonidas Plaza lo reincorporó al ejército como Jefe de la Sección Técnica del Estado Mayor, para poder tenerlo vigilado por la policía de Quito. Pocas semanas más tarde escapó hacia Esmeraldas destruyendo los alambres telegráficos para evitar su captura, pero nuevamente fue detenido y esta vez conducido al Panóptico de Quito, donde más tarde se le siguió un Consejo de Guerra que lo condenó a seis meses de prisión, pero apeló ante la Corte Suprema Marcial y obtuvo su libertad gracias a su defensor el Dr. Luis Felipe Borja hijo
Después regresó a Esmeraldas donde el 24 de septiembre de 1913 encabezó un nuevo levantamiento armado contra el régimen del Gral. Plaza, quien finalmente -luego de una larga y sangrienta guerra civil- en 1915 logró capturarlo nuevamente y lo encerró una vez más en el Panóptico, lugar donde se quebrantó su salud y permaneció hasta la instauración del gobierno del Dr. Alfredo Baquerizo Moreno, en septiembre de 1916.

## Muerte
El 24 de febrero de 1915 una partida de gobiernistas conducida por el traidor Nicanor Bodero, llegó a la hacienda san José, capturó a Amalia Andrade, a Carlos y a Julio César Concha, que se hallaban descansando. Carlos estaba muy debilitado y enfermo a causa de una amebiasis complicada con los primeros síntomas de tuberculosis. Dicha enfermedad se agudizó durante el tiempo que permaneció en prisión en Quito. Sin miramientos fue conducido a Esmeraldas, se le instauró un juicio por delitos comunes pero fue sobreseído y trasladado por mar a Durán le embarcaron en el tren hacia Quito. En Chiriacu lo recibió modosamente Plaza y le pidió el cese de fuego pues la revolución continuaba en la selva dirigida desde la hacienda Mútile por Enrique Torres Concha, hermano del caudillo. Concha se negó a un entendimiento y fue conducido al Panóptico.
En 1917 regresó a su hacienda San José y no volvió a salir, pues se hallaba muy enfermo de tuberculosis y aquejado de un cansancio general; de su antigua fortuna, que había sido grande, ya no quedaba nada, pues San José y la Clemencia estaba devastadas, el gobierno las había embargado a causa de la guerra, no existía sembríos de ninguna clase y el ganado había desaparecido. Así falleció, el 12 de abril de 1919, prematuramente avejentado, pues solo tenía 55 años. Su sepelio fue sencillo pero emotivo. Le acompañaron sus antiguos partidarios y camaradas en armas y el pueblo que nunca dejó de admirarlo. El ejército le rindió honores militares y desde entonces su nombre es símbolo de dignidad y valor.

## Reconocimiento
El MTOP Esmeraldas, reconociendo la importancia de su participación durante la Revolución Liberal y las repercusiones que esto tuvo a nivel nacional, nominó su nombre, de entre otros dos, como el mismo que llevaría el renovado aeropuerto de Esmeraldas. Finalmente, después de la votación, su nombre fue el que resultó elegido, pues lo respaldaron 55.061 votos, mientras que fue seguido por Francisco Mejía Villa, con 30.220 votos; general Galo Antonio Coronel Drouet, con 9.437 votos y Alonso de Illescas con 225 votos.